# Naungcho
Naungcho, escrito también Nawnghkio, Naunghkio o Nawngcho, es una ciudad en el distrito de Kyaukme, en el norte del estado Shan, Birmania. Es la ciudad principal y sede administrativa del municipio de Naungcho. Está conectado con Mandalay, Pyin U Lwin, Kyaukme, Hsipaw y Lashio por carretera y ferrocarril y por carretera con Taunggyi a través de la Carretera Nacional 43.   La empresa Asia World Company ganó el contrato para reconstruir parte de la carretera en 2002. Originalmente en la carretera Mandalay-Lashio, después de Pyin U Lwin y antes de Kyaukme, Nawnghkio se encuentra en lo que ahora es la carretera Mandalay - Muse, parte de la Ruta 14 del Sistema de carreteras y autopistas de Asia (AH14).
Con una extensión de 11,7 km2, entre 1999-2000 se recuperaron y asignaron tierras para la producción de café 
En una de los programas de salud del país, se seleccionó a las mujeres en edad reproductiva (15-49) de Kyaukme y Nawnghkio para mejorar su salud reproductiva, en colaboración con Japón, proyecto que se inició en junio de 2004 y se ejecutó entre enero de 2005 y diciembre de 2009. 
La ciudad fue tomada por el Ejército de Liberación Nacional de Ta'ang durante los combates de junio de 2024 en el curso de la guerra civil de Myanmar .